# Теодора Пеева
Теодора Пеева е българска журналистка. Главен редактор на вестник „Сега“. Била е заместник главен редактор на същия вестник.

## Биография
Теодора Пеева е родена на 10 декември 1971 година. Работи като заместник главен редактор на вестник „Сега“, а през 2004 година става главен редактор на вестника.